# Tetracamphilius angustifrons
Tetracamphilius angustifrons är en fiskart som först beskrevs av George Albert Boulenger 1902.  Tetracamphilius angustifrons ingår i släktet Tetracamphilius och familjen Amphiliidae. IUCN kategoriserar arten globalt som otillräckligt studerad. Inga underarter finns listade i Catalogue of Life.